# Charlotte Fich
Charlotte Fich, född 26 september 1961 i Dragør, är en dansk skådespelare. Hon fick sitt genombrott i TV-serien Mordkommissionen. 
Hon är gift med filmregissören Per Fly, och tillsammans har de två söner. Hon är dotter till arkitekten Mogens Fich och lärarinnan Benni Pedersen.
Fich studerade vid Århus teaters elevskola 1989, efter avslutade studier blev hon engagerad vid teatern. Hon flyttade till Köpenhamn 1993 där hon har varit engagerad vid Rialto Teatret, Bådteatret, Husets Teater, Folketeatret och Betty Nansen Teatret. Hon mottog både Robertpriset och Bodilpriset för bästa kvinnliga biroll för Dråpet.

## Filmografi (urval)
- 1993 – Kalder Katrine
- 1997 – Taxa, TV-serie (1997)
- 1997 – Familjen flippar ur
- 2000 – Mordkommissionen (Rejseholdet), TV-serie (2000-2003)
- 2003 – Se dagens lys
- 2005 – Kinamand
- 2005 – Dråpet
- 2006 – Wallander: Täckmanteln
- 2007 – Kärlek på film
- 2007 – Mors dreng
- 2007 – Brottet
- 2008 – Från olika världar
- 2009 – Vanvittig forelsket
- 2009 – Headhunter
- 2009 – Over gaden under vandet
- 2010 – Livet på Laerkevej, TV-serie (2010)
- 2012 – En plats i solen

## Priser
- 2005 - Bodil for årets kvinnliga biroll i filmen Dråpet.
- 2005 - Robert for årets kvinnliga biroll i filmen Dråpet.
- 2007 - Bodil for årets kvinnliga biroll i filmen Kärlek på film.
- 2007 - Zulu Award for bästa kvinnliga biroll i filmen Kärlek på film.